# Hedwig-Langner-Weg
Der Hedwig-Langner-Weg befindet sich in Pieschen im westlichen Teil der Leipziger Vorstadt. Sie verläuft von der Oschatzer Straße in Richtung Moritzburger Straße und kreuzt dabei die Rosa-Steinhart-Straße.

## Geschichte
Am 1. Januar 1866 erfolgte die Eingemeindung von Neudorf mit der Bezeichnung Vorstadt Neudorf. Seitdem unternahm man Versuche das neue Gebiet attraktiv an die Stadt Dresden anzugliedern. So wurden neue Straßenzüge und Plätze variiert und per Stadtratsbeschluss vom 29. Oktober 1874 beschlossen sowie in die Gemarkung in die Leipziger Vorstadt eingegliedert. Geplant war unter anderen eine durchgängige Straße zum Weimarischen Platz. Verwirklicht werden konnten die ehrgeizigen Pläne aus Mangel an Finanzen nur stückweise. Der Hedwig-Langner-Weg befindet sich in Dresden Pieschen und ist erst seit Ende 2015 entstanden. Beginnend von der Oschatzer Straße (Durchgang) verläuft er in westlicher Richtung zur Moritzburger Straße 33 vor dem Lidl-Markt und kreuzt dabei die Pieschener Melodien, die Rosa-Steinhart-Straße. Der Hedwig-Langner-Weg ist benannt nach Hedwig Louise Langner, welche 1894 ein Spielwaren- und Seifengeschäft mit Puppenklinik auf der Bürgerstraße gründete, das als Puppen-Langner bis 2015 existierte. Der Neubau des Hedwig-Langner-Weges erfolgte seit 2015. Das anschließende Areal der Rosa-Steinhart-Straße beruht auf der Grundlage der wenigen Shared-Space-Projekte in Deutschland und das einzige in Dresden. Das Projekt sieht vor, den öffentlichen Raum für den Menschen aufzuwerten. Der Grundgedanke ist, dass der Verkehrsraum überreguliert ist. Dieser Abschnitt wird wegen seiner geschwungenen Ausführung auch als Pieschener Melodie bezeichnet.

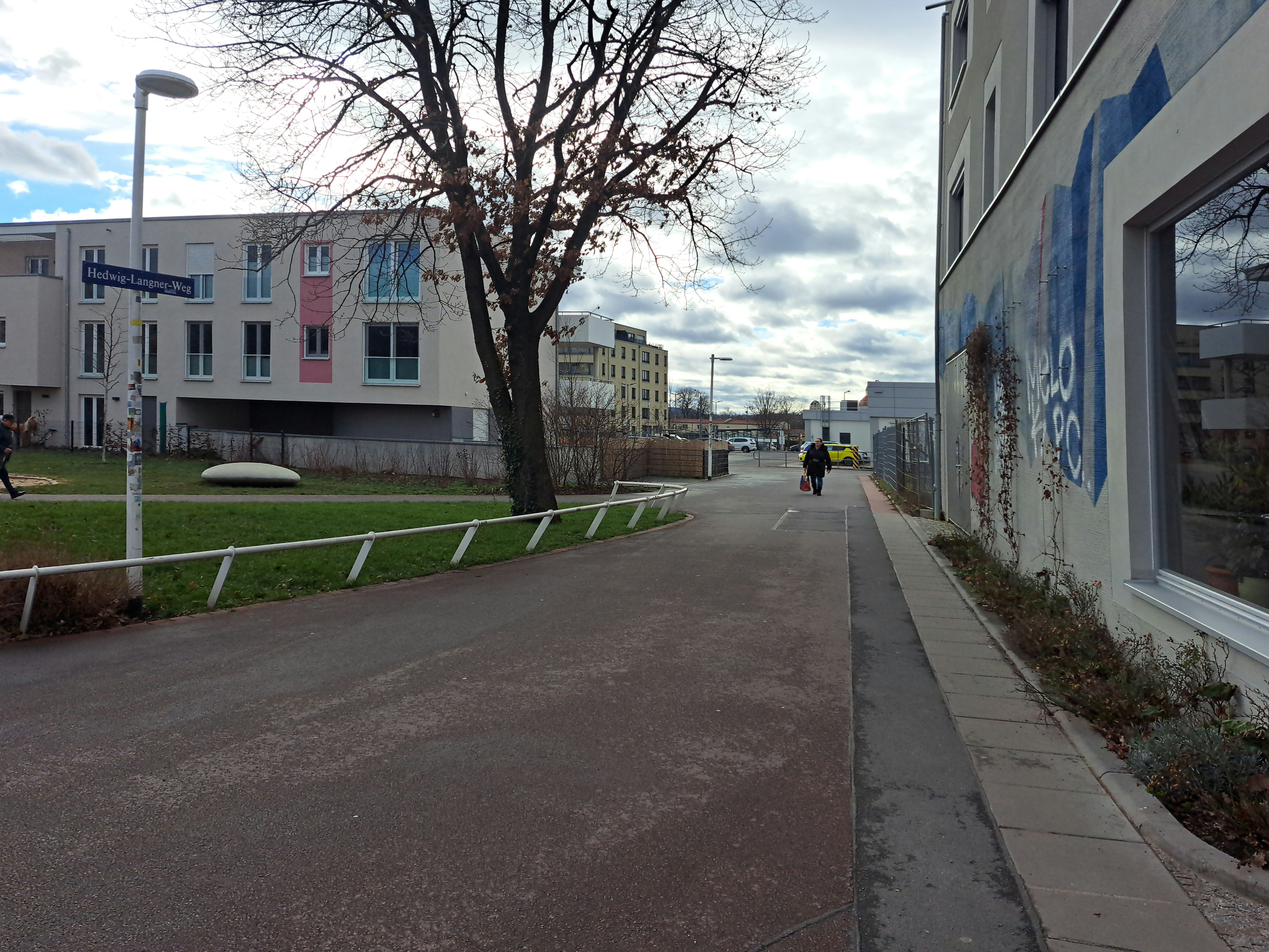
Hedwig-Langner-Weg, Dresden 2025
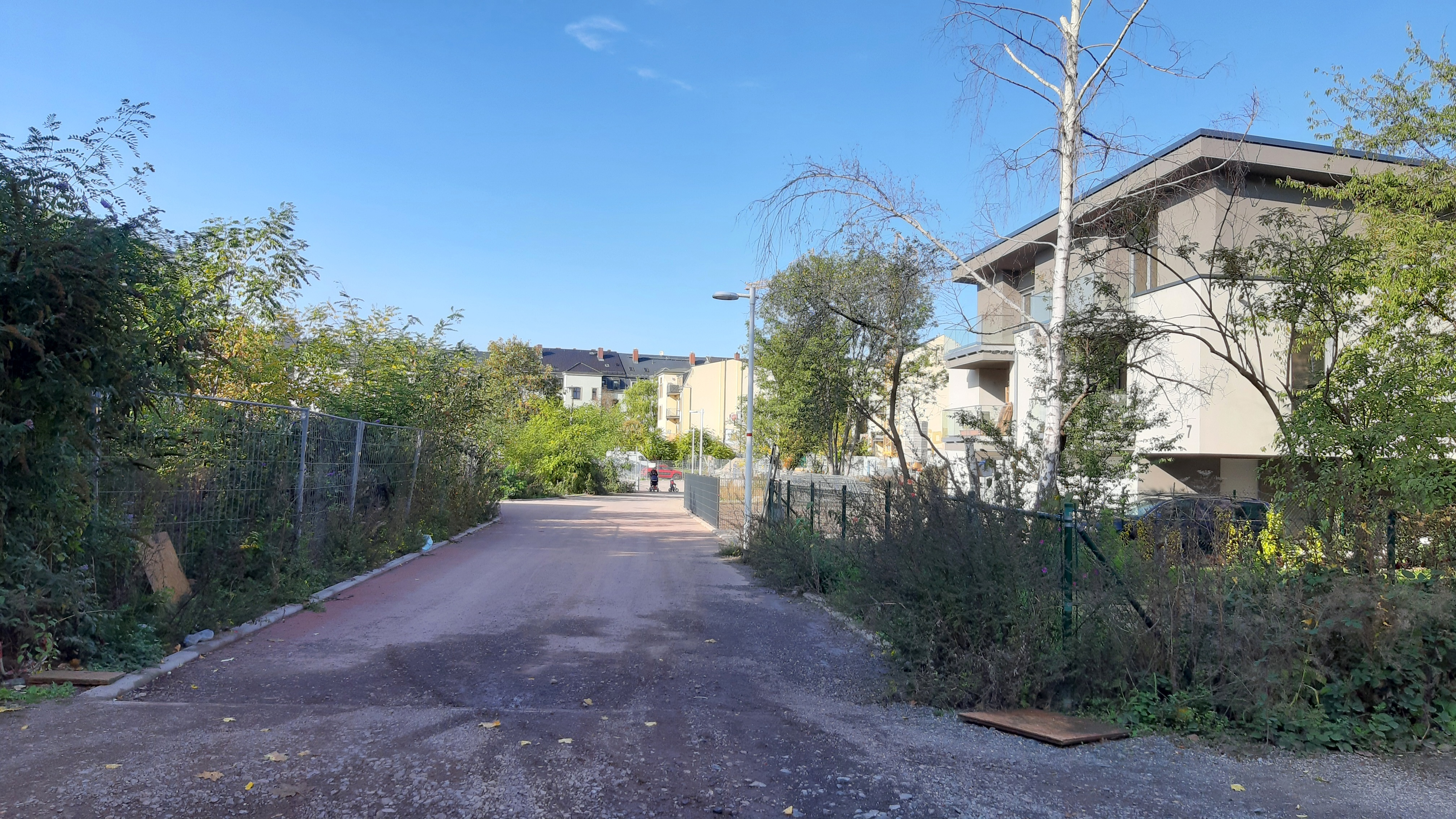
Hedwig-Langner-Weg, Dresden 2020
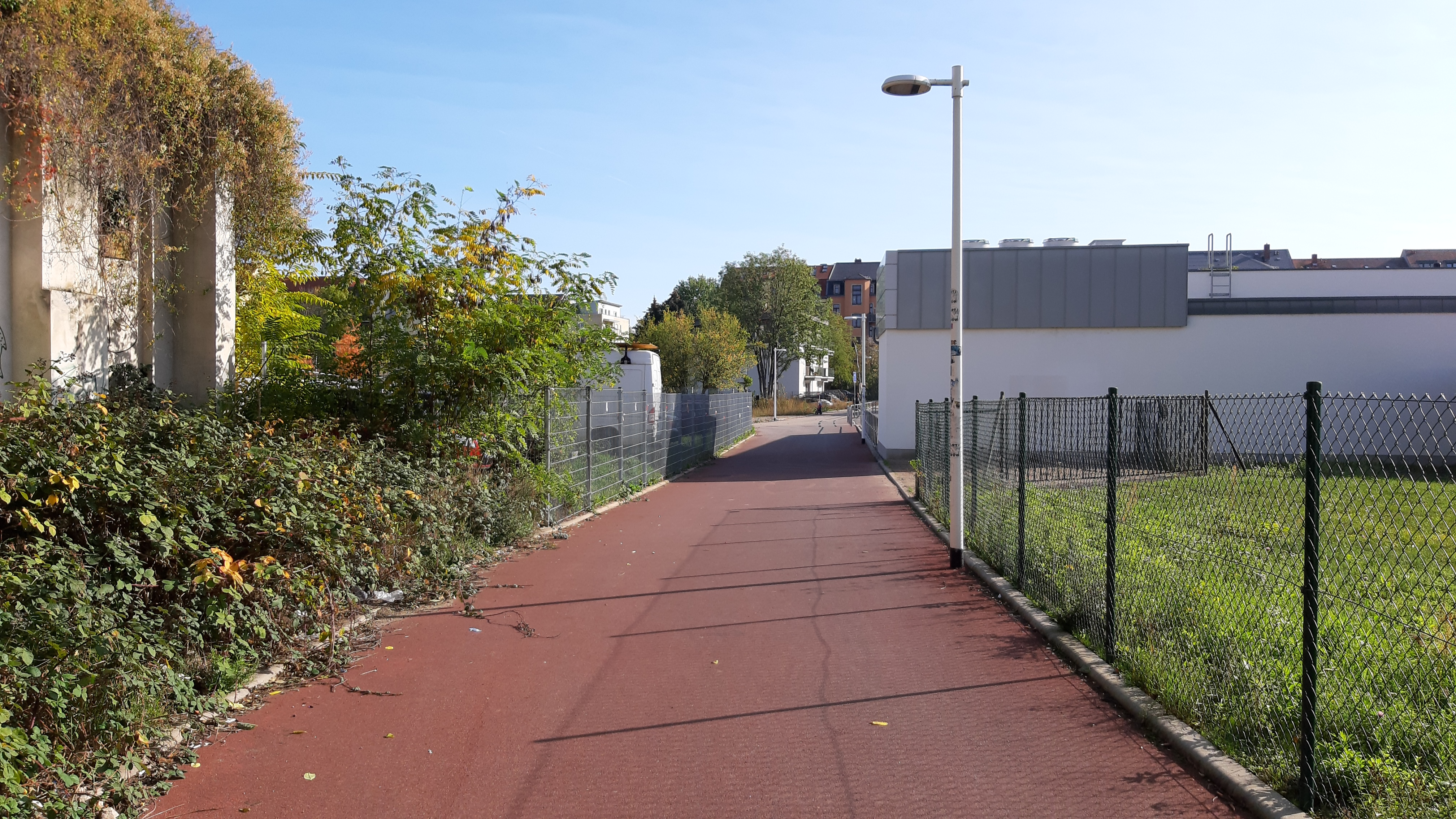
Hedwig-Langner-Weg, Dresden 2020
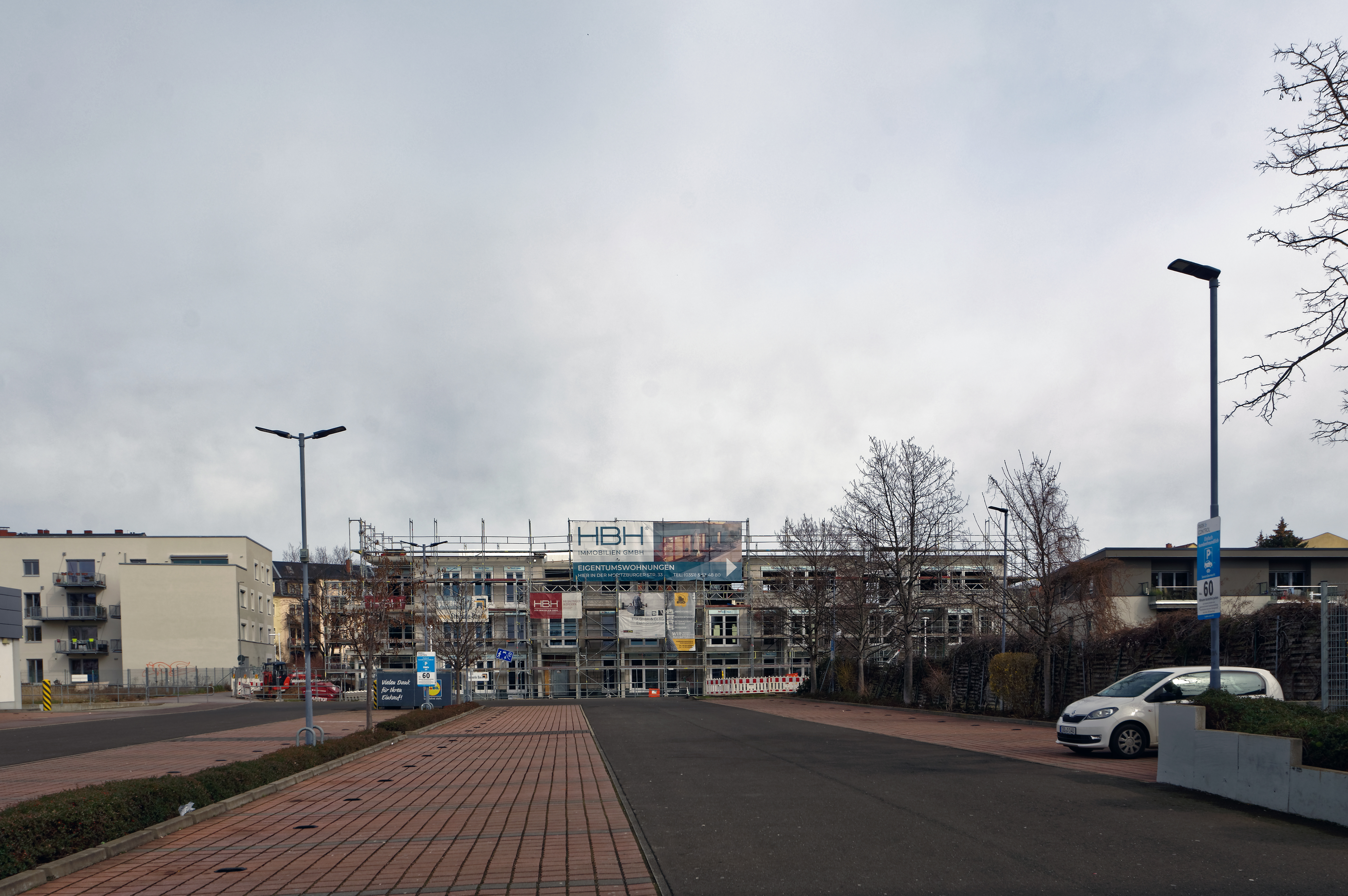
Hedwig-Langner-Weg, Dresden 2023

In den Pieschner Melodien sind folgende Straßen dem Shared Space zugehörig. Die Rosa-Steinhart-Straße wurde nach der jüdischen Kauffrau Rosa Steinhart (1885–1943) welche vor ihrer Inhaftierung und Deportation in Trachenberge wohnte, benannt. Der Neudorfer Weg wurde benannt nach dem um 1545 entstandenen und bis 1866 bestehenden Neudorf mit 50 Gehöften an der heutigen Moritzburger Straße.